# 原特科瓦斯龙属
原特科瓦斯龙（學名：Protecovasaurus）意為「在特科瓦斯龙属之前」，是種主龍類爬行動物，生存於三疊紀晚期的美國西南部。模式種是P. lucasi，是由Andrew B. Heckert在2004年命名、敘述。原特科瓦斯龙最初被認為是種基底鳥臀目恐龍。在2006年，Randall Irmis重新研究這種動物，提出原特科瓦斯龙是種主龍類，不屬於恐龍。

## 外部連結
- Protecovasaurus at DinoData （页面存档备份，存于）
- Dinosaur Mailing List entry which discusses the genus（页面存档备份，存于）